# Maomé ibne Abedalá Alaxjai
Maomé ibne Abedalá Alaxjai (em árabe: محمد بن عبد الله الأشجعي; romaniz.: Muḥammad ibn ʿAbd Allāh ax-Axjaʿī) foi uale do Alandalus de 729 a 730 ou 730.

## Vida
Após dez meses no cargo, o antecessor de Maomé, Haitame, foi confrontado por uma tentativa de golpe de Estado no início de 730. Prendeu os conspiradores, mas seus parentes, por sua vez, reclamaram de sua mão pesada com seu superior, o governador da Ifríquia. De acordo com a Crônica de 754, a fonte mais antiga, Haitame foi preso e levado à Ifriquia, mas como seu substituto pretendido, Algafequi, não foi encontrado, Maomé foi nomeado para substituí-lo. Sua nomeação formal ocorreu, de acordo com a Crônica, um mês após Haitame ter sido removido. De acordo com a Crônica Profética, escrita em 883, governou apenas por um mês. O muito posterior Almacari coloca seu mandato em março-maio de 731, um ano depois do que as crônicas anteriores indicam, mas pouco antes da data geralmente aceita para quando Algafequi finalmente assumiu o cargo.